# 騎馬砲兵

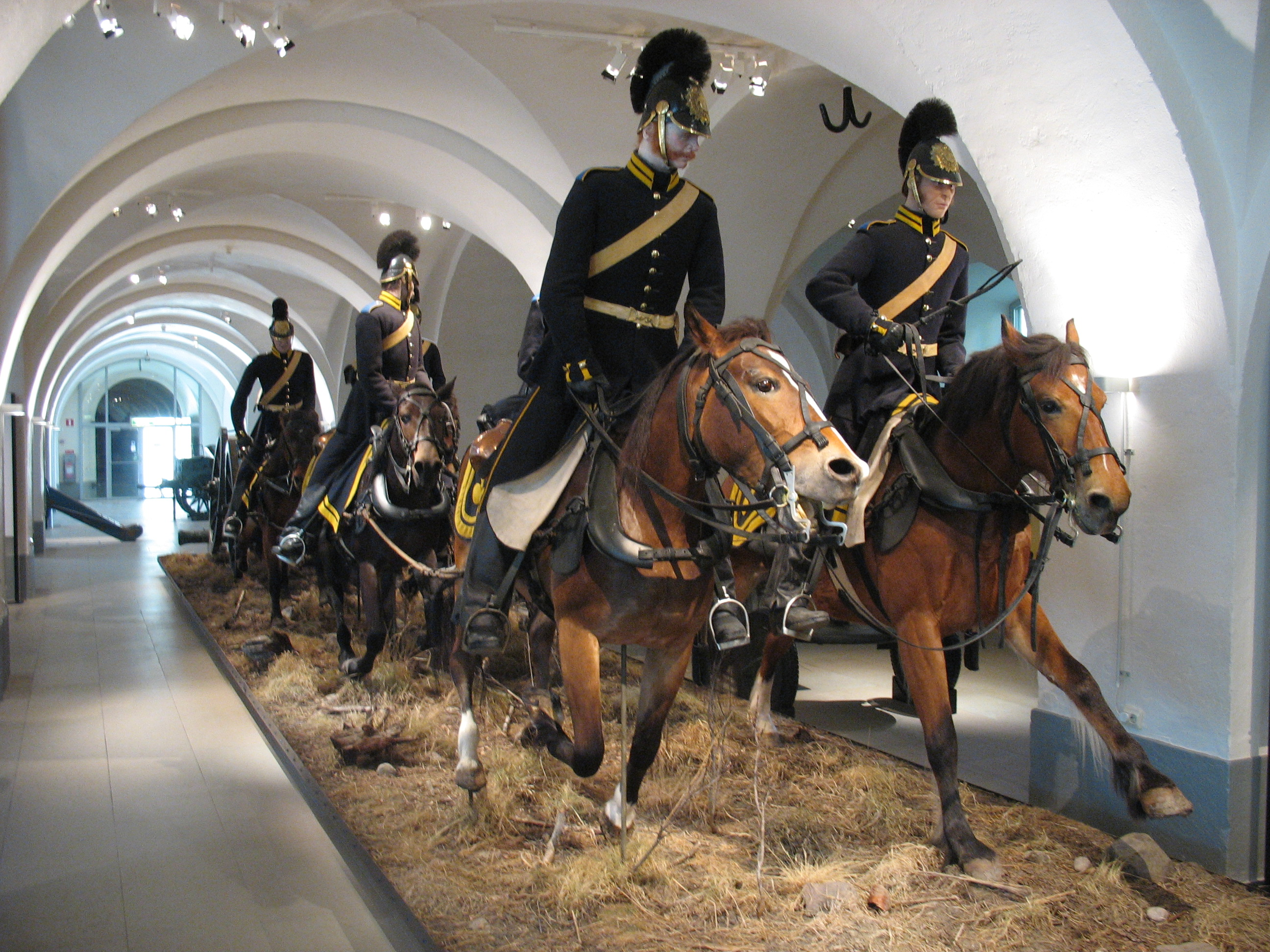
1850年代のスウェーデンの騎馬砲兵が疾走するさまを再現したもの。

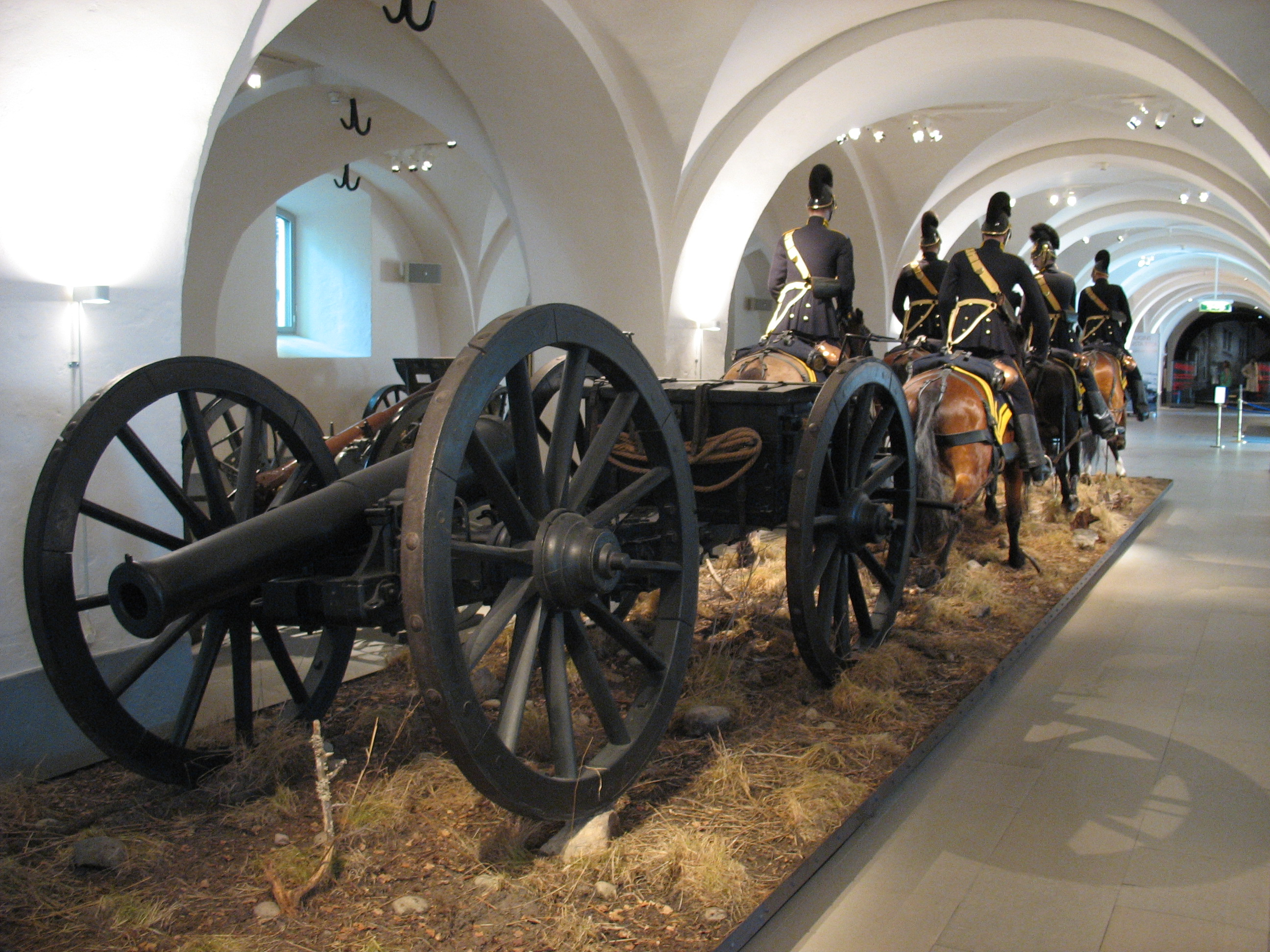
同上。後方から。

騎馬砲兵（きばほうへい、Horse artillery）とは、多数の馬で砲を牽引し、兵士はその馬に跨って移動を行う砲兵のことである。大砲は大きくて重いので馬に引かせるのは当然なのであるが、ここでは騎兵に準ずる移動速度の獲得を目指して編成された砲兵部隊のことを指す。騎砲兵ともいう。
騎馬砲兵は、軽～中量の砲を、4～8頭の馬で牽引し、砲兵は馬に跨る。砲はより洗練された砲架に搭載され、火薬や砲弾を収めた箱はその砲架に搭載されるか、もうひとつ用意された砲架に搭載されて連結された。砲の大小や時代により砲車の様子はさまざまである。
騎馬砲兵は戦場間の機動が速くなるのはもちろん、戦場でも、状況に応じて攻撃目標を柔軟に変更すること、すなわち移動することができた。これにより、好機に大砲を集結させて集中攻撃を行う、砲兵の半分が移動中にもう半分が射撃して交代し、それを繰り返す、というようなそれまでは夢であった指揮官の考えを実現可能のものにした。これは、丘に上げるだけでも一日がかり、降ろすのも一日がかりという、それまでの砲の運用と比べてとても大きい進歩だった。地形の困難もそこそこ克服した。
騎馬砲兵の欠点は馬を大量に必要とすることで、どの軍隊も砲兵の一部を騎馬砲兵化することしかできなかった。そして、馬や馬糧が失われれば、騎馬砲兵はただの砲兵になった。大量の馬を生産するにはそれなりの時間が必要であり、そのうえどうしても騎兵への割り当てが優先されてしまうため、指揮官の頭の中と部隊の実際が異なることがよくあった。

## 歴史

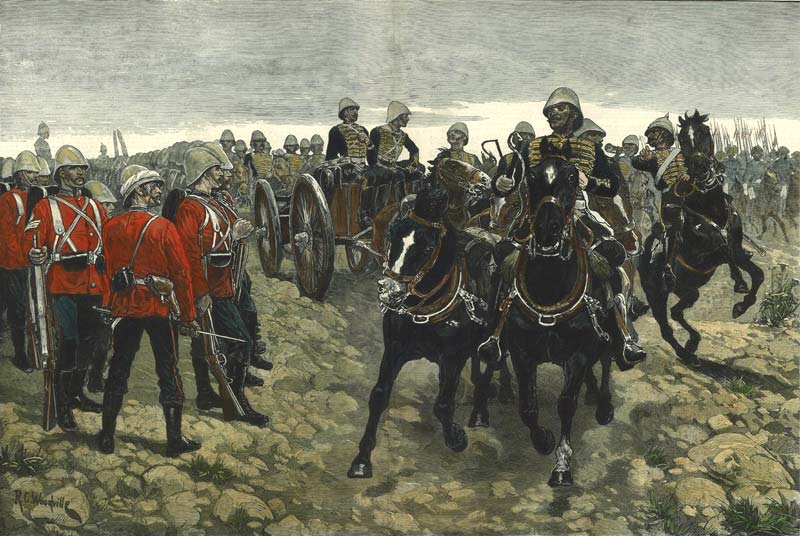
第二次アフガン戦争の第66歩兵連隊と王立騎馬砲兵

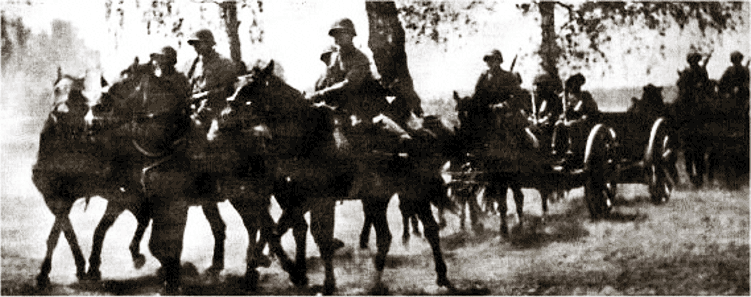
ドイツ軍のポーランド侵攻時、ブズラの戦いにおけるポーランド騎砲兵部隊

大砲が戦場に登場してからというもの、時代が進むほどにその重要性は高まっていった。部隊が整然と隊列を組んで行動する時代の戦場において砲の威力は絶大であり、強力な突撃を頓挫させることも固い陣形を崩すこともできた。しかし、大砲の鈍重さは相変わらず指揮官の悩みであった。戦場への移動においては部隊の移動速度を低下させてしまうし、戦場でも、状況の変化に対応した、時期に適った攻撃を行うのは困難で、予想外の場所で戦闘が生じると、戦闘が終わるまでにそこにたどり着くことすら叶わないこともあった。
騎馬砲兵を本格的に導入したのはフリードリヒ大王が最初であるといわれる。7年戦争突入後、大王は自軍の将兵がオーストリアやロシアの砲撃によりしばしば打ち負かされるのを目撃させられた。とくにオーストリア継承戦争では弱体だったオーストリアの砲兵はすこぶる強化されており、プラハやコリンでは高地に陣取って優位のあるオーストリア砲兵に自軍の戦列形成や突撃を阻止され、それに比べて自軍の砲兵は適したタイミングで必要な場所に攻撃を加えることがなかなかできなかった。
このような状況で大王が編み出したのが騎馬砲兵である。その性格上重砲は使用できず3ポンドや6ポンドの軽量砲が主で、砲兵は歩兵や騎兵がそうであるようにプロイセン式に徹底訓練させられ、射場に進入するや砲を切り離して砲撃をはじめ、また命令があれば即座に連結して移動することができた。
騎馬砲兵は歩兵部隊に随伴する場合と騎兵部隊に随伴する場合があり、前者の場合、騎馬砲兵は馬を駆って歩兵に先んじて戦場に進入、歩兵が横隊を形成して前進してくるまでひたすら乱射して、敵がこちらの戦列形成を妨害することを阻止する。歩兵が無事横隊を形成して砲を越えて前進すると、砲兵は再び馬を走らせて横隊の両翼に移動、歩兵を援護した。フリードリヒ大王の斜行戦術はよく知られているが、斜行戦術に限らず戦闘開始後に部隊が大きく移動するには、移動を敵に阻止させず、そして移動した後も援護できる騎馬砲兵のような部隊がぜひとも必要であった。また騎兵部隊に随伴する場合、騎馬砲兵はまさしくその価値を発揮した。騎兵部隊の移動速度をほとんど低下させずに随伴し、騎兵の突撃前に敵に砲を撃ち放つことによって敵の抵抗力を弱め、結果突撃を成功に導くことができた。
騎馬砲兵の価値は高く評価され、革命前にはヨーロッパ諸国の軍隊に広まった。フランスでも騎馬砲兵導入は行われたが、それはより重要で一体的な、グリボヴァールの砲兵改革の一環であった。グリボヴァールはオーストリアやプロイセンの砲兵を研究してフランスに持ち帰り、それをさらに発展させた。そのおかげで、フランスは革命戦争やナポレオン戦争において砲兵の分野で優位を持って戦うことができた。ナポレオンは、その基盤を引き継いで非常に巧みに騎馬砲兵を駆使した。彼らは「空飛ぶ砲兵」と呼ばれた。

## 現代

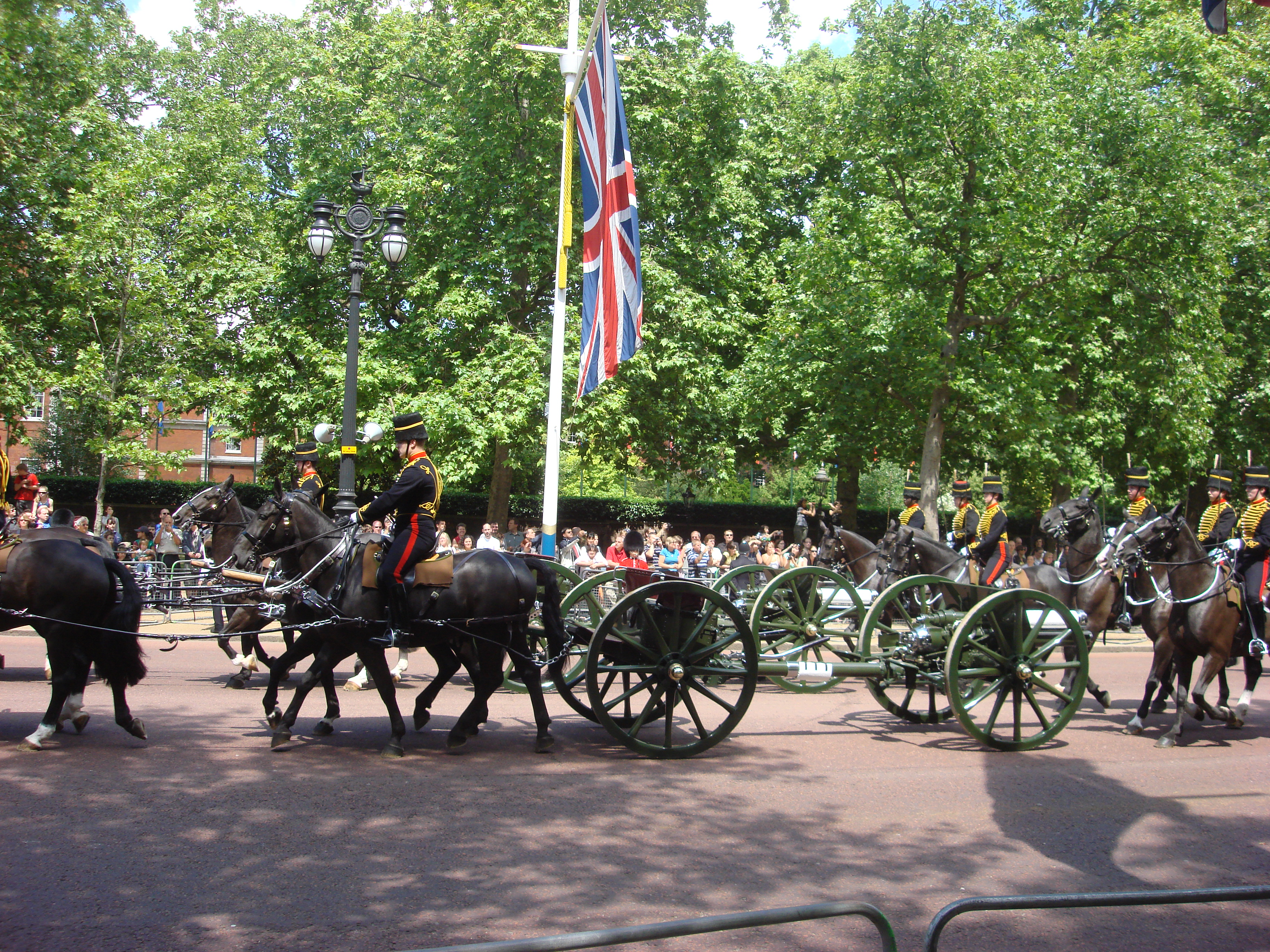
砲を牽いて行進するイギリス陸軍王立騎馬砲兵・国王中隊。

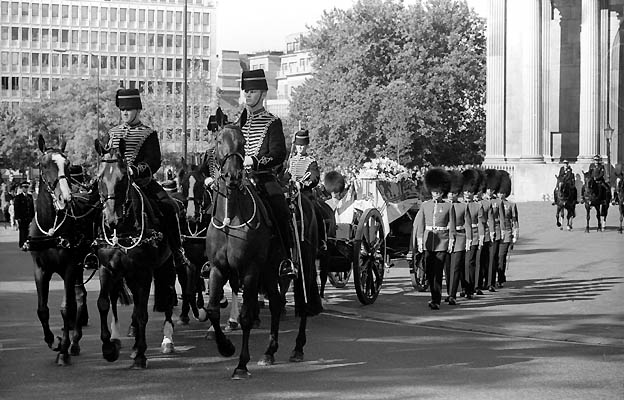
ウェールズ大公妃ダイアナの棺を乗せた馬車を引く王立騎馬砲兵・国王中隊

19世紀末に駐退復座機が実用化され砲の連射性が向上したころには、騎馬砲兵はロシア帝国などのように歩兵部隊用の野砲と同じ砲を装備することが増えた。フランスのシュナイダーM1912 75mm野砲やイギリスのQF 13ポンド砲、大日本帝国の四一式騎砲のように騎馬砲兵専用に軽量化された砲を装備する国もあったが、これらの砲は軽量化の代償として歩兵部隊の一般的な野砲に比べて射程や破壊力、耐久性などに劣る傾向があり、第一次世界大戦においては西部戦線が塹壕戦に移行すると騎馬砲兵部隊も歩兵部隊と同じ野砲を使用するようになった。
時代が下って20世紀に自動車の時代が到来すると、機動力ある砲兵の役割は自動車による牽引や自走砲に移っていき、ことさら騎馬砲兵と言うことはなくなった。その後も馬でもって各種の砲を牽引することは第二次世界大戦まで行われた。
現在でもイギリス陸軍には王立騎馬砲兵（Royal Horse Artillery／1793年創立）という名前の部隊が残っており、実戦部隊としてはAS-90 155mm自走榴弾砲を装備する第1騎馬砲兵連隊（1st Regiment Royal Horse Artillery：第1機械化旅団隷下）と第3騎馬砲兵連隊（3rd  Regiment Royal Horse Artillery：第7機甲旅団隷下）、L118 105mm榴弾砲を装備する第7落下傘騎馬砲兵連隊（7th Parachute Regiment Royal Horse Artillery：第16空中強襲旅団隷下）の3個連隊を擁している。
王立騎馬砲兵にはこの他に王立騎馬砲兵・国王中隊(King's Troop, Royal Horse Artillery)という乗馬部隊があり、騎馬による式典や衛兵任務を行っている。特に国葬の際には、棺を乗せた馬車を引くというこの部隊独自の任務がある。